# Takanobu
Takanobu, propriamente Fujiwara no Takanobu (藤原隆信) (1142 – 1205), è stato un pittore e poeta giapponese.
Attivo a corte tra la fine dell'epoca Heian e l'inizio di quella Kamakura, appartenente alla corrente Yamato-e, distinguendosi in particolare nella ritrattistica realistica. Tra le opere attribuitegli vi sono i celebri ritratti di Minamoto no Yoritomo (源頼朝), Taira no Shigemori (平重盛) e Fujiwara no Mitsuyoshi (藤原光能) del monastero Jingoji (神護寺) di Kyōto.
La sua opera poetica è raccolta nel Fujiwara Takanobu Ason shū (藤原隆信朝臣集).